# Tests système
 (octobre 2013).
Si vous disposez d'ouvrages ou d'articles de référence ou si vous connaissez des sites web de qualité traitant du thème abordé ici, merci de compléter l'article en donnant les références utiles à sa vérifiabilité et en les liant à la section « Notes et références ».
Les tests système de logiciel ou de matériel réfèrent à un processus de test d'un système intégré afin d'évaluer sa conformité aux exigences spécifiées. Les tests système appartiennent à la classe des tests de type boîte noire, et en tant que tels, ne devraient exiger aucune connaissance de la conception interne du code ou de la logique.
En règle générale, les tests système prennent comme entrée tous les composants logiciels « intégrés » (ayant réussi les tests d'intégration) mais aussi le système logiciel lui-même intégré à n'importe quel système matériel compatible. Le but des tests d'intégration est de détecter d'éventuelles incohérences entre les unités logicielles intégrées ensemble (appelés assemblages) et entre les assemblages et le matériel. Les tests système sont un type plus restreint de tests, ils cherchent à détecter des défauts à la fois dans les « inter-assemblages » mais également au sein du système dans son ensemble.

## Test de l'ensemble du système
Les tests système sont réalisés sur la totalité du système dans le contexte de spécifications fonctionnelles des besoins (SFB) ou de spécifications techniques des besoins (STB). Les tests système vérifient non seulement la conception, mais également le comportement et les attentes présumées du client. Ils sont également destinés à réaliser des tests aux limites définies dans les spécifications du logiciel ou du matériel mais également par-delà ces limites.[réf. nécessaire]

## Typologie des tests système
Les exemples suivants représentent différents types de tests qui doivent être envisagés lors des tests système :
- test d'utilisabilité ;
- test de performance ;
- test de compatibilité ;
- gestion des exceptions ;
- test de charge ;
- test de volume ;
- test de stress ;
- test de sécurité ;
- test d'évolutivité ;
- test d'aptitude ;
- tests fumigatoires ;
- tests exploratoires ;
- test ad hoc ;
- test de régression ;
- test d'installation ;
- test de maintenance ;
- test de récupération ;
- test d'accessibilité comprenant la conformité avec :
  - l'initiative d'accessibilité du web (WAI) du World Wide Web Consortium (W3C),
  - en France:
    - l'article 47 de la loi n° 2005-102 du 11 février 2005 pour l’égalité des droits et des chances, la participation et la citoyenneté des personnes handicapées,
    - le décret n°2009-546 du 14 mai 2009, application de l'article précédent.

Bien que différents organismes de test peuvent prescrire des jeux de tests différents comme faisant partie des tests système, la liste ci-dessus sert de cadre général ou de base de travail.